# Ford Consul Classic
Der Ford Consul Classic oder Ford Consul 315 (die Export-Version) war ein Mittelklasse-Pkw, den Ford England von 1961 bis 1963 fertigte. Der Motorencode war 109E oder 116E.

## Modellbeschreibung
Mechanisch entsprach der Consul Classic dem populären Anglia 105E, wobei er mit geringfügig größeren Kentmotoren mit 1340 cm³ bzw. 1498 cm³ versehen war. Wie auch der Anglia hatte der Consul Classic eine gegen die Fahrtrichtung geneigte Heckscheibe. Die Fahrzeugabmessungen unterschieden sich jedoch deutlich, allein der Radstand war um 21,5 cm größer als der des Anglia. Die Fahrzeuge hatten Scheibenbremsen vorne und ein voll synchronisiertes Vierganggetriebe (in der 1,5-l–Version). Die Vorderräder waren an MacPherson-Federbeinen unabhängig aufgehängt, während die angetriebene hintere Starrachse an Halbelliptikfedern geführt wurde.
Auf dem Consul Classic (315) basierte auch das Hardtop-Coupé Consul Capri (335) (1961–64).
1963 wurde der Consul Classic durch den Ford Corsair ersetzt, insgesamt wurden 111.225 Exemplare gebaut.
17 davon baute der Ford-Händler „Hughes Limited“ in Nairobi in Kenia zu Kombis um. Eines dieser Fahrzeuge wurde nach Großbritannien eingeführt und existiert bis heute im Südosten Englands.